# Osseten
De Osseten (Ossetisch: Ирæттæ, Irættæ) zijn een Iraans volk, dat met de Alanen een deel vormde van de grotere etniciteit van nomadische Sarmaten die al in de 1ste eeuw genoemd in de gebieden in en ten noorden van de Kaukasus. Zij zijn sinds de 6e eeuw geconcentreerd en inheems gebleven in Ossetië, een regio in het centrale deel van het Kaukasusgebergte, aan beide kanten van de Russisch-Georgische grens. De Osseten wonen vooral in de Russische autonome republiek Noord-Ossetië en het de facto onafhankelijke Zuid-Ossetië, dat zich eenzijdig onafhankelijk heeft verklaard van Georgië, maar dat door de meeste landen als een onderdeel van Georgië wordt beschouwd. Als moedertaal spreken de meeste Osseten het Ossetisch, een Iraanse taal, die weer onderdeel is van de Indo-Europese talen. De Osseten zijn voor vier vijfde deel Russisch-orthodox-christelijk, met echter een vrij grote soennitisch-islamitische minderheid. Deze moslims zijn vrij recent - in de 16e eeuw - bekeerd en velen van hen vluchtten in 1878 na de oorlog met Rusland naar Anatolië waar 100.000 afstammelingen van de Osseten wonen. Van Jozef Stalin wordt beweerd dat hij van Ossetische afstamming zou zijn; zijn naam is overigens Georgisch.

## Etymologie
De Osseten zelf noemen zich de "Irættæ". De Russische topografische naam "Ossetië" (Russisch: Осетия/Osetia) en de hier aan verbonden etnische benaming "Osseten" heeft een Georgische oorsprong. De Russen noemden de Osseten oorspronkelijk de "Jas", maar aan het einde van de 14e eeuw namen ze de Georgische naam voor de Osseten en hun land over. In het Georgisch staan Alanië en de Alanen bekend als respectievelijk "Oseti" (ოსეთი) en de "Osebi" (ოსები). Vanuit het Russisch vonden de woorden Ossetië en Osseten (in aangepaste vorm) hun weg naar andere talen.

## Geschiedenis

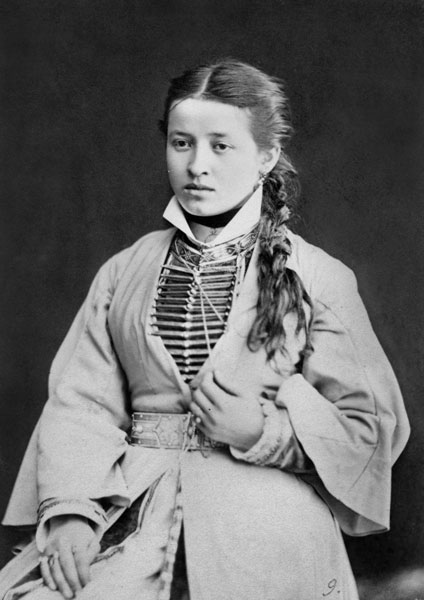
Een Ossetisch meisje uit 1883

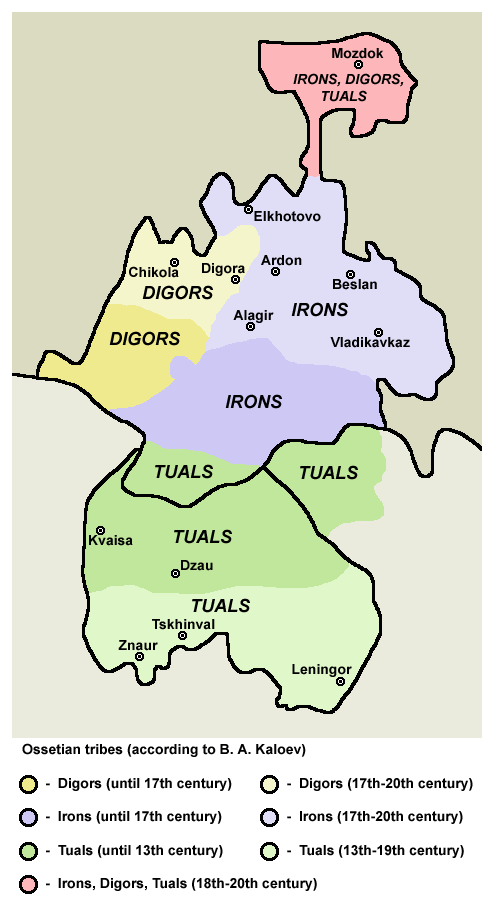

De Osseten stammen af van de oostelijke Alanen, die deel uitmaakten van het volk der Sarmaten. In de vroege middeleeuwen werden ze bekeerd tot het christendom onder Georgische en Byzantijnse invloed. In de 8e eeuw verscheen er in de noordelijke Kaukasus een stabiel Alaans koninkrijk dat zichzelf, volgens historische bronnen, Alanië (Ossetisch: Алани/Alani) noemde. Dit koninkrijk lag ruwweg op de plek van het latere Circassië en het huidige Noord-Ossetië-Alanië. Op zijn hoogtepunt was Alanië een centraal geleide monarchie met een grote militaire macht, dat profiteerde van de Zijderoute.
In de 13e eeuw werd tijdens het bewind van de Mongolen een deel van de Alanen gedwongen naar het zuiden te migreren, vanuit de noordelijke Kaukasus in en over het Kaukasusgebergte. Rond 1395 veroverden de troepen van Timoer Lenk de noordelijke Kaukasus en roeiden een groot deel van de achtergebleven Alaanse bevolking uit. Velen vluchtten in het Kaukasusgebergte en vermengden zich met daar inheemse Kaukasische volkeren. 
Osseten hebben zich in drie aparte gebieden gevestigd:
- Digor in het westen kwam onder invloed van de naburige Kabardijnen, die de islam brachten. De huidige twee Digordistricten in Noord-Ossetië zijn Digora, met als hoofdstad het gelijknamige Digora, en Iraf, met als hoofdstad Chikola. De bevolking van het district Digora is christelijk en van sommige delen van Iraf islamitisch. De Digor zijn een subgroep van de Osseten, die na de Tweede Wereldoorlog naar Kazachstan werd gedeporteerd. Een klein aantal hiervan is teruggekeerd naar Noord-Ossetië.
- Kudar in het zuiden, in de centraal gelegen Georgische regio Sjida Kartli. Na de Russische annexatie van Georgië in 1801, was dit gebied tussen 1846 en 1859 de Ossetische okroeg binnen het Gouvernement Tiflis en in 1922 verkreeg Kudar autonomie onder de naam Zuid-Ossetië, binnen de Georgische Sovjetrepubliek.
- Het derde gebied heet Iron, dat samen met Digor het huidige Noord-Ossetië vormt en dat sinds 1767 onder Russische heerschappij staat.
- verspreid wonen moslim-Osseten in Turkije.

Heden ten dage wonen 450.000 Osseten in Noord-Ossetië, in Zuid-Ossetië 50.000, in de aangrenzende republieken 30.000, en in Turkije 100.000 die - ten dele - afstammen van Osseten 
In de recentere geschiedenis hebben de Osseten deelgenomen aan het Georgisch-Ossetische conflict tussen 1918 en 1920, het Ossetische-Ingoesjetische conflict van 1991/1992, het Georgisch-Ossetisch conflict vanaf 1989 en de hieraan gerelateerde Oorlog in Zuid-Ossetië van 1991/1992 en de Russisch-Georgische Oorlog van 2008. In al deze oorlogen probeerden Osseten met succes politieke controle over hun woongebied te krijgen ten koste van de Georgische minderheden die verdreven werden. In die zin waren deze conflicten ook etnische zuiveringen.

## Taal
Het Ossetisch is verdeeld in twee dialectgroepen; het Iron (Ossetisch: Ирон) in Noord- en Zuid-Ossetië en het Digor (Ossetisch: Дыгурон). Het Digor is een archaïsche vorm van het Ossetisch en het Iron is een jongere vorm van het Ossetisch en de literaire taal en schrijftaal van de huidige Osseten.
Ossetisch wordt geclassificeerd als een Noordoost-Iraanse taal. De enige andere overgebleven taal binnen deze taalgroep is het Yaghnobi, dat in Tadzjikistan, zo'n tweeduizend kilometer naar het oosten, wordt gesproken. Ze zijn beiden overblijfselen van een Scytisch-Sarmatische dialectgroep, dat ooit door heel Centraal-Azië heen werd gesproken.

## Religie
De huidige Osseten, in Noord- en Zuid-Ossetië zijn in meerderheid Russisch-orthodox. In de loop van de geschiedenis kwamen de Digor onder Karbardijnse en islamitische invloed te staan. De Kabardijnen, een oostelijke Circassische stam zorgde er uiteindelijk voor dat in de 17e eeuw de islam voet aan de grond kreeg onder de Osseten. Vandaag de dag is er een vrije grote minderheid van de Osseten soennitisch-islamitisch. Die minderheid was vroeger groter maar veel moslims vluchtten in de oorlogen met Rusland naar Turkije.

## Verspreiding
De meeste Osseten leven vandaag de dag in het centrale deel van de Grote Kaukasus in Noord-Ossetië en Zuid-Ossetië, met daarnaast een aantal in de rest van het centrale deel van Georgië. Een grote Ossetische diaspora bevindt zich in Turkije, en daarnaast hebben ze zich onder andere ook gevestigd in de rest van Rusland, Frankrijk, Zweden, Syrië, de Verenigde Staten en Canada.
Abazijnen ·
Abchaziërs ·
Achvachen ·
Adygeeërs ·
Aino ·
Aleoeten ·
Aljoetoren ·
Altaj (Oirot) ·
Andi ·
Armeniërs ·
Avaren ·
Azerbeidzjanen·
Balkaren ·
Baraba ·
Basjkieren ·
Bergjoden ·
Boerjaten ·
Chakassen ·
Chanten ·
Chinezen ·
Dargienen ·
Dolganen ·
Enetsen ·
Evenen ·
Evenken ·
Georgiërs ·
Grieken ·
Ingoesjen ·
Ingriërs ·
Itelmenen ·
Jakoeten ·
Joden ·
Joekagieren ·
Joepiken ·
Kabardijnen ·
Kalmukken ·
Kamtsjadalen ·
Karatsjajers ·
Kareliërs ·
Kazachen ·
Kereken ·
Ketten ·
Komi ·
Koreanen ·
Korjaken ·
Korjo-saram ·
Krim-Tataren ·
Lezgiërs ·
Mansen ·
Mari (Tsjeremissen) ·
Meschetische Turken ·
Mordwienen ·
Nanai ·
Negidalen ·
Nenetsen (Joeraken) ·
Nganasanen ·
Nivchen (Giljaken) ·
Nogai ·
Oedegen ·
Oedmoerten ·
Oekraïners ·
Oeltsjen ·
Oezbeken ·
Oroken ·
Orotsjen ·
Osseten ·
Polen ·
Pomoren ·
Rusland-Duitsers (inclusief Wolga-Duitsers) ·
Russen ·
Samen (Lappen) ·
Selkoepen ·
Sjoren ·
Sojoten ·
Tabassaranen ·
Perzen (Tadzjieken) ·
Taten ·
Teleoeten ·
Tofalaren ·
Tsachoeriërs (Caxur) ·
Tsjerkessen ·
Tsjetsjenen (Noxchi) ·
Tsjoektsjen ·
Tsjoelymen ·
Tsjoevanen ·
Tsjoevasjen ·
Turkmenen ·
Toevanen ·
Wepsen ·
Belarussen (Wit-Russen) ·
Wolga-Tataren ·
Woten